# Беззубые моли
Беззубые моли, первичные моли, беззубые первичные моли, или моли первичные незубатые, или берёзовые моли (лат. Eriocraniidae) — семейство бабочек, выделяемое в монотипный инфраотряд Dacnonypha. Распространены в Голарктическом регионе.

## Описание
Мелкие бабочки с размахом крыльев 6—16 мм. Голова в грубых торчащих чешуйках. Простые глазки развиты, реже редуцированы. Сложные глаза небольшие, с межфасеточными микротрихиями. Усики короткие, не превышают ⅔ длины переднего крыла. Имеются рудиментарные мандибулы, их дистальные концы не склеротизованы. Челюстные щупики длинные, 5-члениковые, в покое дважды складчатые. Крылья относительно широкие, удлинённо-овальные, с короткой бахромой, крыловая мембрана с микротрихиями. На передних крыльях югальная лопасть хорошо развита. Передние крылья тёмные, с рассеянными светлыми, золотыми либо серебристыми, чешуйками, формирующими неотчётливый сетчатый рисунок. У многих видов выражено торнальное пятно.
Гусеница безногая, её тело почти цилиндрическое. Голова прогнатическая, с чётко различимыми швами. Гусеницы минируют листву, главным образом на растениях из порядка букоцветных (Fagales), особенно на берёзах (Betula) и дубах (Quercus), а также некоторые виды на растениях из розоцветных (Rosales) и ивоцветных (Salicales). Мины большие, пятновидные, у большинства видов с 1, реже с 2—5 гусеницами. В начале лета гусеницы выпадают из мины и строят кокон в почве, зимует пронимфа, окукливается ранней весной. Куколка свободная, с гипертрофированными функционирующими мандибулами.
Бабочки летают ранней весной, активны днём, преимущественно в солнечную погоду, не питаются, но пьют воду. Яйца откладывают в распускающиеся почки и листья кормовых растений. В годы массовых размножений могут существенно повреждать молодые деревья.

## Таксономия
К семейству относят представителей 9 современных и 2 ископаемых рода:
- Catolbistis Meyrick, 1930
- Disfurcula Davis, 1978
- Dyseriocrania Spuler, 1910
- Eriocrania Zeller, 1851
- Eriocraniella Viette, 1949
- Heringocrania Kuznetzov, 1941
- Issikiocrania Moriuti, 1982
- Neocrania Davis, 1978
- Paracrania Zagulajev, 1992
- † Electrocrania Kuznetzov, 1941
- † Eriocranites Kernbach, 1967